# Sabia din stâncă (film)
Sabia din stâncă (engleză The Sword in the Stone) este un film de animație din 1963, produs de Walt Disney Feature Animation și lansat inițial de către Walt Disney Pictures.

## Distribuție
Roluri de voce
- Sebastian Cabot: Sir Ector, narator
- Karl Swenson: Merlin
- Rickie Sorensen: Arthur, de asemenea și Wart
- Junius Matthews: Arhimede
- Ginny Tyler: veveriță tânără
- Martha Wentworth: Maga Magò, veveriță adultă
- Norman Alden: Sir Kay
- Alan Napier: Sir Pellinore
- Richard Reitherman: Arthur, de asemenea și Wart
- Robert Reitherman: Arthur, de asemenea și Wart